# Lista de aeroportos dos Estados Unidos por movimento
Essa é uma lista com o número aproximado de passageiros dos aeroportos mais movimentados dos EUA.

## Estatísticas
Ver a consulta original do Wikidata.

| Posição | Cidade          | Passageiros | Aeroporto                                 | UF |
| ------- | --------------- | ----------- | ----------------------------------------- | -- |
| 1       | Atlanta         | 90.039.280  | Internacional de Atlanta                  | GA |
| 2       | Chicago         | 69.353.654  | Internacional O'Hare                      | IL |
| 3       | Los Angeles     | 59.542.151  | Internacional de Los Angeles              | CA |
| 4       | Dallas          | 57.069.331  | Internacional de Dallas-Fort Worth        | TX |
| 5       | Denver          | 51.435.575  | Internacional de Denver                   | CO |
| 6       | Nova Iorque     | 47.790.485  | Internacional JFK                         | NY |
| 7       | Las Vegas       | 44.074.707  | Internacional McCarran                    | NV |
| 8       | Houston         | 41.698.832  | Intercontinental George Bush              | TX |
| 9       | Phoenix         | 39.890.896  | Internacional Sky Harbor                  | AZ |
| 10      | San Francisco   | 37.405.467  | Internacional de São Francisco            | CA |
| 11      | Orlando         | 35.622.252  | Internacional de Orlando                  | FL |
| 12      | Newark          | 35.299.719  | Internacional Liberty                     | NJ |
| 13      | Detroit         | 35.144.841  | Metropolitano de Detroit                  | MI |
| 14      | Charlotte       | 34.732.584  | Internacional Charlotte/Douglas           | NC |
| 15      | Miami           | 34.063.531  | Internacional de Miami                    | FL |
| 16      | Minneapolis     | 34.056.443  | Internacional de Minneapolis              | MN |
| 17      | Seattle         | 32.196.528  | Aeroporto Internacional de Seattle-Tacoma | WA |
| 18      | Filadélfia      | 31.766.537  | Internacional de Filadélfia               | PA |
| 19      | Boston          | 26.102.651  | Internacional Logan                       | MA |
| 20      | Nova Iorque     | 23.180.674  | Continental LaGuardia                     | NY |
| 21      | Washington      | 22.813.125  | Internacional de Washington               | VA |
| 22      | Fort Lauderdale | 22.621.509  | Internacional Fort Lauderdale-Hollywood   | FL |
| 23      | Honolulu        | 21.505.855  | Internacional de Honolulu                 | HI |
| 24      | Salt Lake City  | 20.790.400  | Internacional de Salt Lake                | UT |
| 25      | Baltimore       | 20.488.881  | Internacional Thurgood Marshall           | MD |
| 26      | Tampa           | 19.154.957  | Internacional de Tampa                    | FL |
| 29      | Washington      | 18.545.671  | Internacional Ronald Reagan               | VA |
| 27      | San Diego       | 18.125.633  | Aeroporto Internacional de San Diego      | CA |
| 28      | Chicago         | 17.340.497  | Internacional Midway                      | IL |
| 30      | Cincinnati      | 16.244.962  | Internacional de Cincinatti               | PA |